# Autismegeleidehond
De autismegeleidehond is een assistentiehond om kinderen en (jong-)volwassenen met een autismespectrumstoornis (ASS) buitenshuis te begeleiden. 
In Nederland worden deze honden opgeleid door onder andere KNGF Geleidehonden en de Stichting SAAC. Autismegeleidehonden worden ingezet om de mobiliteit van het kind met autisme en het gezin te vergroten. Naast het geleiden van het kind op straat, blijkt dat autismegeleidehonden ook nog andere effecten kunnen hebben, die het welzijn en de kwaliteit van leven van zowel het kind als het hele gezin kan vergroten.
Tevens kunnen kinderen- vanaf 12 jaar, jongeren én volwassenen hun eigen kwaliteiten en mogelijkheden ontdekken en leren inzetten om op deze wijze de zelfstandigheid en zelfredzaamheid te vergroten, hierbij kan gedacht worden aan boodschappen doen, ziekenhuis bezoek, en andere (vaak) lastige situaties waarin personen met ASS het overzicht verliezen en zich hierdoor onveilig en angstig kunnen voelen. De hond zorgt ervoor dat deze situaties dragelijk zijn en helpen hierdoor mede te helpen aan een gevoel van veiligheid en begrepen worden voor de persoon in kwestie.